# Наводнения в Афганистане и Пакистане (2024)
Начиная с 12 апреля 2024 года, в результате проливных дождей и наводнений, в Афганистане и Пакистане погибло, по разным оценкам, от 1000 до 1100 людей (700 в Афганистане и ~300-400 в Пакистане), ещё больше получили ранения. Наводнения явились следствием не по сезону сильных дождей и штормов, пронёсшихся по двум соседним государствам. Наводнения нанесли значительный ущерб инфраструктуре и сельскому хозяйству по обе стороны границы.

## Ущерб и жертвы

### Афганистан
По официальным данным, в Афганистане в 23 провинциях в результате непогоды 66 человек погибли и 36 получили ранения. Более 1200 домов были полностью или частично разрушены в результате наводнения. Управление Организации Объединенных Наций по координации гуманитарных вопросов сообщило, что от сильных дождей и наводнений в стране пострадали более 1200 семей и было повреждено около 1000 домов.
Представитель Управления Джанан Сайек сообщила о том, что большинство жертв умерло в результате обрушения кровли. Погибло 200 голов домашнего скота. Более 600 км дорог и 800 гектаров сельскохозяйственных угодий были затоплены. Было подтверждено, что 50 человек погибли, а 27 получили ранения.
К 11 мая 2024 года число жертв наводнения в Афганистане превысило 330 человек.

### Пакистан
В Пакистане наиболее пострадавшей провинцией стала Хайбер-Пахтунхва, где число погибших изначально составило 46, затем увеличившись до 50. Проливные дожди вызвали наводнения и перебои в подаче электроэнергии в Хайбер-Пахтунхве, Белуджистане, Пенджабе и Азад Джамму и Кашмире.
Большинство погибших составили фермеры, собиравшие урожай пшеницы и умершие от ударов молнии и дождей, которые привели к обрушению домов. Улицы в нескольких городах были затоплены. Ливни также обрушились на столицу республики Исламабад и на города Пешавар и Кветта. Власти объявили о введении режима ЧП в Белуджистане.

## Причины
Весенние обильные осадки резко контрастировали с необычно засушливой зимой. В результате этого пересохшая почва с трудом впитывала дождевую влагу, что усугубило наводнение. Некоторые эксперты в качестве причины катаклизма назвали изменение климата.

## Реакция
Национальное управление Пакистана по борьбе со стихийными бедствиями (NDMA) рекомендовало всем экстренным службам быть в состоянии повышенной готовности, поскольку ожидается очередной виток сильных дождей. NDMA подтвердило, что среди погибших числятся 25 детей, 12 мужчин и 9 женщин, а среди раненых зарегистрировано 11 женщин, 33 мужчины и 16 детей. Метеорологический департамент Пакистана (PMD) прогнозирует усиление кратковременных дождей во всех четырех провинциях. Продолжающиеся дожди с возможным наводнением в Белуджистане и Хайбер-Пахтунхве, по оценкам ученых, продлятся до 22 апреля.